# Chucho el Roto
Chucho el Roto (Santa Ana Chiautempan, 1858 - Veracruz, 25 maart 1894) was een legendarisch Mexicaans bandiet. Zijn werkelijke naam was Jesús Arriaga.
Arriaga werd geboren in de deelstaat Tlaxcala. Hij verhuisde op jonge leeftijd naar Mexico-Stad om als timmerman te werken. Aldaar kreeg hij een relatie met ene Matilde de Frizac, afkomstig uit een rijke familie. Nadat Matilde zwanger was geraakt vluchtte hij de stad uit terwijl zij de naam van de vader geheim hield. Een oom van Matilde kwam er echter achter en liet Arriaga onder valse beschuldigingen gevangenzetten in de beruchte Belén-gevangenis. In de gevangenis bevriendde hij drie bandieten die hem leerden te roven. In deze tijd nam hij zijn bijnaam aan.
Chuchu el Roto wist met zijn vrienden, "La Changa", "Juan Palomo" en "Lebrija", uit de gevangenis te ontsnappen en begon zijn carrière als rover. Omdat hij van de rijken stal en aan de armen gaf kreeg hij al snel een Robin Hood-imago. Hij was zo'n handig bandiet, dat hij zelfs het horloge van president Porfirio Díaz wist te stelen. Na drie jaar ontvoerde hij Matilde, die inmiddels was bevallen van hun dochter Dolores, om met haar te gaan wonen in een haciënda in Tlaxcala. Niet veel later werd hij echter gevangengenomen en vastgezet in San Juan de Ulúa, Mexico's best beveiligde en zwaarst bewaakte gevangenis in een voormalig fort voor de kust van Veracruz.
Chuchu el Roto wist te ontsnappen door zich voor dood te houden. Hij werd in het water gegooid en de daaropvolgende nacht wist hij ondanks de haaien zwemmend de kust te breieken. Later werd hij echter opnieuw gearresteerd. Hij werd wederom gevangengezet in San Juan de Ulúa en tot zweepslagen veroordeeld. Slechts door interventie van Matilde werd voorkomen dat hij niet een dodelijke hoeveelheid slagen kreeg. In de gevangenis verslechterde zijn gezondheid en hij overleed in 1894.
Volgens de legende had hij echter zijn dood wederom in scène gezet. Na het uitbreken van de Mexicaanse Revolutie in 1910 werd zijn graf geplunderd door revolutionairen, die echter geen lichaam maar slechts een hoop stenen aantroffen. Daar Matilde kort na Chucho's dood regelmatig in het gezelschap van een Oostenrijkse edelman werd gezien, en korte tijd later met hem, zijn zuster en hun dochter met een stoomboot naar Europa vertrok geloven veel Mexicanen dat Chucho el Roto pas veel later is overleden, en zich voordoende als een edelman met zijn familie in Oostenrijk is gaan wonen.